# Räumungsprüfung
Die Räumungsprüfung (Rp) ist die Überprüfung, ob ein Zug einen Zugfolgeabschnitt vollständig verlassen hat. Der Ort, an dem diese durchgeführt wird, heißt Räumungsprüfstelle. Die Fahrdienstvorschrift sieht verschiedene Regeln für die Räumungsprüfung auf Strecken ohne Streckenblock, Strecken mit nichtselbsttätigem Streckenblock und Strecken mit selbsttätigem Streckenblock vor.

## Feststellungen
Bei der Räumungsprüfung muss der Stellwerksbedienener folgendes feststellen:
- Der Zug, für den die Räumungsprüfung durchgeführt werden soll, ist an der Signalzugschlussstelle des Hauptsignals oder der ETCS-Halt-Tafel der Räumungsprüfstelle vorbeigefahren, diese befindet sich
  - bei Strecken ohne Streckenblock oder mit nichtselbsttätigem Streckenblock auf der Zugfolgestelle am Ende des Zugfolgeabschnitts
  - bei Strecken mit selbsttätigem Streckenblock auf der Zugmeldestelle hinter dem Zugfolgeabschnitt
- Der Zug hat mindestens ein Zeichen des Zugschlusssignals, dadurch wird die Schlussfolgerung gezogen, dass sich kein weiteres Fahrzeug auf der Strecke befindet.
- Das Hauptsignal beziehungsweise der Melder der virtuellen Blockstelle der Räumungsprüfstelle zeigt Halt und die Melder des Signals Zs 1, Zs 7 oder Zs 8 sind erloschen. An dem betroffenen Signal dürfen Selbststellbetrieb beziehungsweise Zuglenkung mit Lenkplan nicht eingeschaltet und Fahrstraßen nicht eingespeichert sein.

## Anwendungsfälle
Die Räumungsprüfung muss auf Strecken ohne selbsttätigem Streckenblock nach jeder Zugfahrt durchgeführt werden. Auf Strecken ohne Streckenblock muss diese durch Rückmelden an den Fahrdienstleiter, der die Fahrt in den Zugfolgeabschnitt zugelassen hat, bestätigt werden. Rückmelden ist ebenfalls einzuführen, wenn etwa bei Strecken mit nichtselbsttätigem Streckenblock die Blockeinrichtungen gestört sind oder bevor eine Zugfahrt mit besonderem Auftrag zugelassen werden soll, ebenso kann eine technische Fachkraft Rückmelden anordnen. Es darf erst aufgehoben werden, wenn der Anlass zur Einführung weggefallen ist und die Strecke von einem – bei Streckenblock mit Erlaubniswechsel je einer in beiden Richtungen – Kontrollzügen befahren wurde.
Auf Strecken mit selbsttätigem Streckenblock wird zusätzlich unterschieden zwischen der Einzelräumungsprüfung für einen einzelnen Zug und der Räumungsprüfung auf Zeit (Rpz). Diese ist für die Dauer eines Anlasses bei allen Zügen erforderlich. Wenn der Fahrdienstleiter der Räumungsprüfstelle nicht zugleich der Fahrdienstleiter ist, der die Zugfahrt in den Zugfolgeabschnitt zulässt, muss er die Räumungsprüfung durch Rückmelden bestätigen. Eine Einzelräumungsprüfung ist beispielsweise erforderlich vor Zulassung einer Zugfahrt mit besonderem Auftrag oder bevor Blockeinrichtungen in Grundstellung gebracht werden sollen. Räumungsprüfung auf Zeit ist etwa bei gestörten Blockeinrichtungen oder auf Anordnung einer technischen Fachkraft vorgeschrieben. Sie darf aufgehoben werden, wenn die Anlässe weggefallen und das Ende der Entstörungsarbeiten eingetragen sind und die Strecke von mindestens einem Kontrollzug befahren wurde.
In den ausgedehnten Stellbereichen vieler Gleisbildstellwerke sind vor Ort in der Regel keine Mitarbeiter vorhanden, die das Zugschlusssignal beobachten könnten. Im Betriebsstellenbuch oder in einer Betra kann der Einsatz eines Zugschlussmeldeposten in Höhe der Signalzugschlussstelle, der den Zugschluss an den Fahrdienstleiter meldet, zugelassen sein. An selbsttätigen Blocksignalen können auch Rückmeldeposten eingesetzt werden, diese führen eine vollständige Räumungsprüfung durch und bestätigen diese durch Rückmelden an den Fahrdienstleiter. Sollten vor Ort keine Mitarbeiter vorhanden sein, darf der Fahrdienstleiter den Triebfahrzeugführer auffordern, eine Zugvollständigkeitsmeldung abzugeben. Kann der Zugschluss nicht mehr festgestellt werden, muss der nächste Zug den betroffenen – bei Selbstblock auch den nachfolgenden – Zugfolgeabschnitt auf Sicht, das heißt mit höchstens 40 km/h, befahren. Der Triebfahrzeugführer muss seine Fahrweise so einrichten, dass er den Zug vor jedem Fahrthindernis und Haltsignal rechtzeitig anhalten kann. Wenn diese Zugfahrt ordnungsgemäß verlaufen ist und, falls erforderlich, eine Räumungsprüfung durchgeführt wurde, gilt der Zugfolgeabschnitt wieder als frei.